# Michalin (Gąsiory)
Michalin – część wsi Gąsiory w Polsce położona w województwie mazowieckim, w powiecie garwolińskim, w gminie Żelechów. 
Wierni kościoła rzymskokatolickiego  należą do rzymskokatolickiej parafii Trójcy Świętej w Gończycach.
W latach 1975–1998 Michalin należał administracyjnie do województwa siedleckiego.